# Diphya bicolor
Diphya bicolor là một loài nhện trong họ Tetragnathidae.
Loài này thuộc chi Diphya. Diphya bicolor được miêu tả năm 1926 bởi Vellard.